# Rio Santa Rosa
Le rio Santa Rosa (« rivière Sainte-Rose ») est un cours d’eau brésilien de l’État du Rio Grande do Sul. 